# Curtarolo
Curtarolo település Olaszországban, Veneto régióban, Padova megyében. Lakosainak száma 7122 fő (2023. január 1.). Curtarolo Campo San Martino, Limena, San Giorgio delle Pertiche, Vigodarzere és Piazzola sul Brenta községekkel határos.

## Népesség
A település lakossága az elmúlt években az alábbi módon változott:
| Lakosok száma | 7302 | 7317 | 7122 |
|               | 2017 | 2018 | 2023 |